# Ghiacciaio Perez
Il ghiacciaio Perez  (in lingua inglese: Perez Glacier) è uno ghiacciaio antartico, lungo 18 km, che si origina dal Monte Brennan, nell'Hughes Range, catena montuosa che fa parte dei Monti della Regina Maud, in Antartide. Il ghiacciaio va a terminare il suo percorso nella Barriera di Ross, a est del ghiaccio pedemontano Giovinco.

## Storia
La denominazione fu assegnata dall'Advisory Committee on Antarctic Names (US-ACAN) in onore di Ensign Richard Perez, della U.S. Navy, componente della squadriglia VX-6, Antarctic Support Activity, che partecipò all'Operazione Deep Freeze nel 1964; aveva inoltre trascorso l'inverno del 1961 alla Stazione McMurdo.